# Shine On
Shine On és una caixa recopilatòria editada el 17 de novembre de 1992 que inclou 8 CD corresponents a la discografia de Pink Floyd, encara que realment es tracta de 7 obres. Els esmentats àlbums són:
- A Saucerful of Secrets
- Meddle
- The Dark Side of the Moon
- Wish You Were Here
- Animals
- The Wall (2 CD)
- A Momentary Lapse of Reason

Així mateix inclou un CD anomenat The Pink Floyd Early Singles que conté els senzills inicials de la banda que no es troben en cap altre àlbum oficial.
Ve acompanyat d'un llibre amb abundants fotografies i que repassa els àlbums indicats, així com diverses postals amb les portades dels mateixos i la de la mateixa portada de la caixa.
Curiosament aquesta caixa no inclou el primer àlbum publicat " The Piper at the Gates of Dawn ".
També inclou una petita caixa on col·locar els 8 CD principals, els quals formen la portada del disc The Dark Side of the Moon.